# Раскин, Аза
Аза Раскин (англ. Aza Raskin; род. 1 февраля 1984) — разработчик интерфейсов, сын Джефа Раскина. В публичных выступлениях представляется, как «Эйза Раскин», однако в русскоязычных публикациях принято писать его имя, как «Аза». Долгое время работал над пользовательским окружением в компании Mozilla, автор Firefox Panorama. Кроме работы в Mozilla является сооснователем множества стартапов, в том числе Songza (музыкальный метапоисковый сервис) и Bloxes (предметы мебели и интерьера из картонных конструкций). Является сооснователем некоммерческой организации Center for Humane Technology.